# NHK 후쿠야마 지국
NHK 후쿠야마 지국(福山 支局)은 히로시마현 동부 지역 수신료 수납 업무나 보도 업무를 중심으로 한 영업 거점으로서의 역할을 맡는 NHK 히로시마 방송국의 지국이다.
1988년 이전에는 NHK 후쿠야마 방송국이었다.

## 연혁
- 1941년 2월 18일 - NHK 오노미치 방송국으로 개국. 라디오 제1방송개시.
- 1951년 7월 1일 - 라디오 제2방송개시.
- 1960년 3월 1일 - 종합 텔레비전방송 개시.
- 1962년 12월 1일 - 교육 텔레비전방송 개시.
- 1965년 2월 7일 - FM라디오 방송개시.
- 1967년 3월 15일 - NHK 오노미치 방송국을 폐쇄하고 후쿠야마 시로 이전하면서 방송국 이름을 NHK 후쿠야마 방송국으로 개칭.
- 1988년 - NHK 조직 개혁에 의해 NHK 후쿠야마 방송국에서 NHK 후쿠야마 지국으로 격하.
- 2003년 11월 1일 - 호출 부호（JODP · JODD）폐지
- 2007년 4월 30일 - 후쿠야마 지구에서 지상 디지털 방송 개시.
- 2011년 7월 24일 - 지상파 아날로그 텔레비전 방송 종료

## 주된 중계국

### 빈고 지구 기간국
후쿠야마 라디오 중계국(오노미치시)
- 라디오제1방송 999kHz, 출력 1kW(구 JODP→ 현재는 호출 부호 없음)
- 라디오제2방송 1602kHz, 출력 1kW(구 JODD→ 현재는 호출 부호 없음)

후쿠야마 텔레비전 중계국(오노미치시)
- 종합 텔레비전 1ch, 출력 1kW(구 JODP-TV→현재는 호출 부호 없음, 2011년 7월 24일 종료)
- 교육 텔레비전 7ch, 출력 1kW(구 JODD-TV→현재는 호출 부호 없음, 2011년 7월 24일 종료)
- FM 방송 84.8 MHz, 출력 250W

후쿠야마 디지털 텔레비전 중계국(후쿠야마시)
- 디지털 종합 텔레비전 42ch, 출력 100W(가상채널번호：1)
- 디지털 교육 텔레비전 44ch, 출력 100W(가상채널번호：2)

### 텔레비전 방송(아날로그), FM라디오 방송
| 국명          | 아날로그 종합 | 아날로그 종합 | 아날로그 교육 | 아날로그 교육 | FM방송   | FM방송 | 중계국 소재지 | 비고                                           |
| ------------- | ------------- | ------------- | ------------- | ------------- | -------- | ------ | ------------- | ---------------------------------------------- |
| 국명          | 채널          | 출력          | 채널          | 출력          | 주파수   | 출력   | 중계국 소재지 | 비고                                           |
| 후쿠야마      | 1ch           | 1kW           | 7ch           | 1kW           | 84.8MHz  | 250W   | 다카미야마    | 오노미치시 방향                                |
| 후추          | 56ch          | 100W          | 52ch          | 100W          | 84.1 MHz | 10 W   | 시로야마      |                                                |
| 후쿠야마 자오 | 5ch           | 100W          | 3ch           | 100W          | 85.7 MHz | 30 W   | 자오산        | 후쿠야마시 방향                                |
| 미하라        | 47ch          | 10W           | 45ch          | 10W           | 83.1 MHz | 1 W    | 류오산        |                                                |
| 유키          | 47ch          | 10W           | 45ch          | 10W           | 82.6 MHz | 10 W   | 나베타니산    |                                                |
| 인노시마      | 48ch          | 10W           | 38ch          | 10W           | 83.5 MHz | 1 W    | 덴구산        |                                                |
| 세라고야마    | 54ch          | 10W           | 51ch          | 10W           | 82.4 MHz | 10 W   | 신산          |                                                |
| 다이몬        | 56 ch         | 10 W          | 51 ch         | 10 W          | -        | -      | 아케치산      |                                                |
| 도모          | 58 ch         | 10 W          | 43 ch         | 10 W          | -        | -      | 오이야산      |                                                |
| 후쿠야마 동   | -             | -             | 61 ch         | 10 W          | -        | -      | 자오산        | 후쿠야마 자오국과 같은 위치 (계절 혼신 대책국) |
| 후쿠야마 서   | 37 ch         | 30 W          | 39 ch         | 30 W          | -        | -      | 히코산        |                                                |

#### 텔레비전 방송(디지털)
| 국명     | 디지털 종합 | 디지털 종합 | 디지털 교육 | 디지털 교육 | 중계국 소재지 | 비고                               |
| -------- | ----------- | ----------- | ----------- | ----------- | ------------- | ---------------------------------- |
| 국명     | 채널        | 출력        | 채널        | 출력        | 중계국 소재지 | 비고                               |
| 후쿠야마 | 42 ch       | 100 W       | 44 ch       | 100 W       | 히코산        | 아날로그의 후쿠야마서국과 같은위치 |
| 오노미치 | 42 ch       | 50 W        | 44 ch       | 50 W        | 다카미야마    |                                    |
| 미하라   | 30 ch       | 1 W         | 25 ch       | 1 W         | 류오산        |                                    |
| 인노시마 | 42 ch       | 1 W         | 44 ch       | 1 W         | 덴구산        |                                    |
| 후추     | 38 ch       | 10 W        | 44 ch       | 10 W        | 시로야마      |                                    |
| 다이몬   | 42 ch       | 1 W         | 44 ch       | 1 W         | 아케치산      |                                    |

#### AM라디오 방송
- 라디오 제1방송 후쿠야마기노쇼 1161kHz(100W), 후추 1026kHz(100W), 세라 1224kHz(100W)
- 라디오 제2방송 후쿠야마기노쇼 1467kHz(100W)